# Desa Kramat (administrativ by i Indonesien, Jawa Tengah, lat -6,87, long 109,21)
Desa Kramat är en administrativ by i Indonesien.   Den ligger i provinsen Jawa Tengah, i den västra delen av landet, 270 km öster om huvudstaden Jakarta.